# Listopad 2005 w sporcie
Zobacz też: Listopad 2005 • Zmarli w listopadzie 2005 • Listopad 2005 w Wikinews

## 30 listopada
- Piłka nożna – Puchar Polski: 1/4 finału: Legia Warszawa – Korona Kielce 2:0; 1/8 finału: Wisła Kraków – Zagłębie Lubin 0:1 (pierwszy mecz 1:1), awansuje Zagłębie, w ćwierćfinale zagra z Polonią Warszawa.

## 29 listopada
- Piłka nożna – Brazylijczyk Ronaldinho zdobył nagrodę Złotej Piłki czasopisma France Football.
- Piłka nożna – Puchar Polski – 1/8 finału: Polonia Warszawa – Jagiellonia Białystok 2:3 (pierwszy mecz 3:1), Polonia awansowała do ćwierćfinału; 1/4 finału: Wisła Płock – Kujawiak Włocławek 1:0, Odra Wodzisław – Lech Poznań 0:0 (pierwszy mecz 0:1) awans Lecha do półfinału.

## 27 listopada
- Gimnastyka sportowa – Leszek Blanik zdobył srebrny medal w konkurencji skoku podczas XXXVIII Mistrzostw Świata w Gimnastyce Sportowej odbywających się w Melbourne. Polak, który wcześniej był najlepszy w eliminacjach, przegrał w finale z Rumunem Marianem Drăgulescu.
- Wrotkarstwo figurowe – zakończenie Mistrzostw Świata w Rzymie.

## 26 listopada
- Skoki narciarskie – Adam Małysz zajął 7. i 5. miejsce w dwóch pierwszych konkursach Pucharu Świata w skokach w fińskim Kuusamo. Wygrali reprezentant Czech – Jakub Janda oraz Słowenii – Robert Kranjec. Po dwóch konkursach na czele klasyfikacji generalnej znajduje się Kranjec i Ahonen (po 160 punktów), Małysz jest piąty (81 pkt).
- Piłka nożna – 15. kolejka Orange Ekstraklasy: Lech Poznań – Pogoń Szczecin 1:1, Korona Kielce – Groclin Grodzisk 3:0, Górnik Zabrze – Górnik Łęczna 2:0, Polonia Warszawa – Arka Gdynia 0:0, Amica Wronki – GKS Bełchatów 3:1, Wisła Płock – Odra Wodzisław 0:0, Zagłębie Lubin – Cracovia 3:1, Wisła Kraków – Legia Warszawa 0:0.

## 24 listopada
- Piłka nożna – w ostatnim zaległym meczu rundy jesiennej II ligi Jagiellonia Białystok zremisowała bezbramkowo ze Świtem Nowy Dwór Mazowiecki. Mistrzem rundy został Widzew Łódź – 31 pkt, przed ŁKS Łódź, Jagiellonią i Śląskiem Wrocław – po 30 pkt.

## 23 listopada
- Piłka nożna – 1/8 finału Pucharu Polski: Korona Kielce – Groclin Grodzisk 2:1 (pierwszy mecz 2:2, awans Korony), Podbeskidzie Bielsko-Biała – Wisła Płock 0:0 (pierwszy mecz 0:3, awans Wisły), Legia Warszawa – Hetman Zamość 6:0 (pierwszy mecz 4:0, awans Legii).

## 22 listopada
- Piłka nożna – Puchar Polski: 1/8 finału – Pogoń Szczecin – Kujawiak Włocławek 2:1 (pierwszy mecz 0:1), Kujawiak awansuje do ćwierćfinału; 1/4 finału – Lech Poznań – Odra Wodzisław Śląski 1:0.
- Piłka nożna – Zaległy mecz 4. kolejki Orange Ekstraklasy: Wisła Kraków pokonała w derbach Krakowa na własnym stadionie Cracovię 3:0.

## 21 listopada
- Gimnastyka sportowa – w Melbourne w Australii rozpoczynają się mistrzostwa świata. Potrwają do 24 listopada.

## 20 listopada
- Piłka siatkowa – Brazylia z kompletem zwycięstw zajęła pierwsze miejsce w Pucharze Wielkich Mistrzyń w siatkówce kobiet. Polki po porażce w ostatnim meczu z Chinkami 1:3 (25:17, 17:25, 19:25, 20:25) uplasowały się na czwartym miejscu.
- Piłka nożna – 14. kolejka Orange Ekstraklasy: Odra Wodzisław – Lech Poznań 2:1, GKS Bełchatów – Korona Kielce 1:2, Arka Gdynia – Wisła Kraków 1:0, Groclin Grodzisk – Zagłębie Lubin 1:0, Cracovia – Wisła Płock 3:1, Pogoń Szczecin – Polonia Warszawa 2:0, Legia Warszawa – Górnik Zabrze 3:2, Górnik Łęczna – Amica Wronki 1:0.
- Tenis ziemny – Argentyńczyk David Nalbandian został triumfatorem rozegranego w Szanghaju turnieju Masters zwyciężając w finale Szwajcara Rogera Federera 6-7 6-7 6-2 6-1 7-6.
- Grand Prix Makau – Robert Kubica podobnie jak przed rokiem zajął drugą pozycję w Pucharze Interkontynentalnym FIA w Makau (nieoficjalne mistrzostwa świata Formuły 3). Polak, na dwa okrążenie przed końcem (łącznie kierowcy mieli do pokonania 15 okrążeń i łączny dystans 91,7 km) został wyprzedzony przez Lucasa Di Grassiego. Brazylijczyk wykorzystał wznowienie wyścigu (po okresie neutralizacji) i mocniejszy silnik Mercedesa (Bolid Kubicy posiadał silnik Hondy), który dawał mu przewagę na prostych (Zobacz: ).

## 19 listopada
- Piłka nożna – W klasyku ligi hiszpańskiej Real Madryt przegrał na własnym stadionie z FC Barceloną aż 0:3. Gole dla Katalończyków strzelali Samuel Eto’o w 15 minucie oraz dwukrotnie Ronaldinho w 59 i 77 minucie. Po tym meczu zwycięzcy awansowali na pozycję lidera, a Real pozostał na 3. miejscu.

## 17 listopada
- Wrotkarstwo figurowe – w Rzymie rozpoczynają się mistrzostwa świata. Potrwają do 27 listopada.

## 16 listopada
- Piłka nożna – Do Piłkarskich Mistrzostw Świata zakwalifikowało się ostatnich pięć drużyn z barażów. Do Niemiec pojadą: Czesi, Hiszpanie, Szwajcarzy, Australijczycy oraz reprezentanci Trynidadu i Tobago.
- Piłka nożna – w towarzyskim meczu rozegranym w Ostrowcu Świętokrzyskim reprezentacja Polski pokonała drużynę Estonii 3:1 (1:0). Bramki: dla Polski – Mariusz Lewandowski (8), Sebastian Mila (57), Grzegorz Piechna (86); dla Estonii – Ingemar Teever (68).
- Piłka siatkowa – w drugim meczu turnieju o Puchar Wielkich Mistrzyń Polki przegrały w Tokio z Brazylią 0:3 (24:26, 18:25, 21:25).
- Piłka nożna – 1/8 finału Pucharu Polski – Lech Poznań wygrał w Radomiu z miejscowym Radomiakiem 0:2 i awansował do ćwierćfinału Pucharu Polski, w którym zagra z Odrą Wodzisław. W Poznaniu było 2:0 dla Lecha.

## 15 listopada
- Piłka siatkowa – w pierwszym meczu turnieju o Puchar Wielkich Mistrzyń Polska pokonała w Tokio Japonię 3:2 (25:19, 18:25, 16:25, 26:24, 15:12).
- Piłka nożna – 1/8 finału Pucharu Polski – Odra Wodzisław awansowała do ćwierćfinału Pucharu Polski po tym, jak pokonała u siebie Amikę Wronki 3:2. W pierwszym meczu we Wronkach było 0:0.

## 13 listopada
- Piłka nożna – w towarzyskim meczu rozegranym w strugach deszczu w Barcelonie reprezentacja Polski pokonała ekipę Ekwadoru 3:0 (1:0). Bramki strzelili Tomasz Kłos w 3. minucie, Euzebiusz Smolarek w 58. i Sebastian Mila w 92. Na 208 dni przed Mistrzostwami Świata w Niemczech Polacy zaprezentowali dobrą formę w spotkaniu z innym uczestnikiem przyszłorocznego mundialu, trzecim zespołem eliminacji strefy południowoamerykańskiej – Ekwadorem. 16 listopada Polska podejmie w Ostrowcu Świętokrzyskim ekipę Estonii.
- Tenis ziemny – Amélie Mauresmo wygrała kończący sezon Turniej Mistrzyń, pokonując we francuskim finale Mary Pierce po trzech pełnych dramaturgii setach: 5:7, 7:6, 6:4.

## 11 listopada
- Piłka nożna – 1/8 Pucharu Polski w piłce nożnej: Hetman Zamość – Legia Warszawa 0:4, Groclin – Korona Kielce 2:2, Kujawiak Włocławek – Pogoń Szczecin 1:0, Lech Poznań – Radomiak 2:0, Amica Wronki – Odra Wodzisław 0:0, Jagiellonia Białystok – Polonia Warszawa 1:3, Wisła Płock – Podbeskidzie Bielsko-Biała 3:0, Zagłębie Lubin – Wisła Kraków 1:1. Rewanże odbędą się w ciągu najbliższych trzech tygodni.

## 9 listopada
- Siatkówka – Skra Bełchatów pokonał Buducnost Podgoricka Banka z Serbii i Czarnogóry 3:1 (25:22, 25:21, 26:28, 25:19) w meczu czwartej kolejki grupy D siatkarskiej Ligi Mistrzów. W drugim spotkaniu Lokomotiw Biełgorod pokonał Lewskiego Siconco Sofia 3:0.

## 8 listopada
- Piłka nożna – Kandydatura Polski i Ukrainy do organizacji Mistrzostw Europy 2012 w piłce nożnej znalazła się wśród trójki finalistów, spośród których 8 grudnia 2006 roku zostanie wybrany gospodarz turnieju. Oprócz Polski dalej przeszły kandydatury Włoch oraz Chorwacji i Węgier.

## 7 listopada
- Tenis ziemny – ze startu w turnieju Masters w Szanghaju zrezygnował Australijczyk Lleyton Hewitt (w związku ze zbliżającym się terminem urodzin dziecka). Miejsce Hewitta w puli uczestników turnieju zajął Argentyńczyk Gastón Gaudio. Dzień później wycofał się kolejny uczestnik, Amerykanin Andy Roddick, którego w turnieju zastąpił trzeci Argentyńczyk – David Nalbandian.

## 6 listopada
- Piłka nożna – Wyniki 13. kolejki Orange Ekstraklasy: Korona Kielce – Górnik Łęczna 1:1, Amica Wronki – Legia Warszawa 0:2, Górnik Zabrze – Wisła Kraków 0:1, Pogoń Szczecin – Arka Gdynia 0:0, Lech Poznań – Cracovia 1:0, Wisła Płock – Groclin Grodzisk 2:0, Zagłębie Lubin – GKS Bełchatów 2:1. Mecz Odra Wodzisław – Polonia Warszawa przełożono na 6 grudnia.
- Piłka nożna – W meczu na szczycie Premiership Manchester United pokonał Chelsea F.C. 1:0, przełamując passę londyńczyków 40 meczów bez porażki w lidze angielskiej. Gola dla Czerwonych Diabłow zdobył w 31 minucie meczu Darren Fletcher.
- Tenis ziemny – finały imprez:
  - turniej kobiet w Filadelfii: Amélie Mauresmo (Francja) – Jelena Diemientjewa (Rosja) 7:5, 2:6, 7:5
  - turniej kobiet w Québec: Amy Frazier (USA) – Sofia Arvidsson (Szwecja) 6:1, 7:5
  - turniej mężczyzn w Paryżu (hala Bercy): Tomáš Berdych (Czechy) – Ivan Ljubičić (Chorwacja) 6:3, 6:4, 3:6, 4:6, 6:4
- Tenis ziemny – udział w turnieju Masters (Tennis Masters Cup) w Szanghaju zapewnili sobie: Roger Federer (Szwajcaria), Rafael Nadal (Hiszpania), Andy Roddick (USA), Lleyton Hewitt (Australia), Andre Agassi (USA), Guillermo Coria (Argentyna), Nikołaj Dawydienko (Rosja) oraz Ivan Ljubičić (Chorwacja). Ze startu w imprezie zrezygnował kontuzjowany mistrz Australian Open 2005, Rosjanin Marat Safin.

## 4 listopada
- Piłka nożna – Lech Poznań pokonał Cracovię 1:0 w meczu inauguracyjnym 13. kolejki Orange Ekstraklasy. Bramkę dla lechitów strzelił w 70 minucie meczu Krzysztof Gajtkowski.
- Tenis ziemny – znany jest już ostateczny skład Turnieju Mistrzyń, który odbędzie się od 8 do 13 listopada w Los Angeles. Wystąpią w nim (w kolejności kwalifikacji): Kim Clijsters, Lindsay Davenport, Marija Szarapowa, Mary Pierce, Amélie Mauresmo, Patty Schnyder, Nadieżda Pietrowa oraz Jelena Diemientjewa, która uzupełniła stawkę dzięki wygranej w ćwierćfinale turnieju w Filadelfii.

## 2 listopada
- Piłka siatkowa – Mistrzowie Polski – siatkarze Skry Bełchatów, w trzeciej kolejce Ligi Mistrzów, pokonali na wyjeździe zespół Lewskiego Siconco Sofia 3:1 (23:25, 25:23, 25:17, 25:23).